# Vickers A1E1 Independent
O Vickers A1E1 Independent foi um tanque experimental britânico do período do entre-guerras. É um Tanque pesado de batalha com cinco torres de tiro sendo a principal um canhão 3 pdr de 47 mm e as outras quatro sendo metralhadoras calibre 0.303 Vickers. Apesar de nunca ter sido produzido em massa, graças a espionagem por parte soviéticos, eles conseguiram a ideia por trás do conceito do tanque, que por sua vez serviu de base para os modelos T-28, considerado superior à sua época e também o T-35.